# Fédération du Sri Lanka de football
La Fédération du Sri Lanka de football (Football Federation of Sri Lanka (en) FFSL) est une association regroupant les clubs de football du Sri Lanka et organisant les compétitions nationales et les matchs internationaux de la sélection du Sri Lanka.
La fédération nationale du Sri Lanka est fondée en 1939. Elle est affiliée à la FIFA depuis 1950 et est membre de l'AFC depuis 1969.